# 第138高射ミサイル旅団 (ウクライナ空軍)
第138高射ミサイル旅団 (だい138こうしゃミサイルりょだん、正式名：第138ドニプロ高射ミサイル旅団、ウクライナ語:138-ма зенітна ракетна бригада) は、ウクライナ空軍の防空部隊。東部航空管区に属する。
この部隊は、ドニエプル川左岸（東岸）のザポリージャ、ドニプロペトロウシク、ポルタヴァ、スーミ、ハリコフ地域の空域を守ることを任務とする。

## 歴史
前身であるソ連防空軍第138高射ミサイル連隊は、ソビエト連邦の崩壊により1992年、ウクライナの管轄下に入った。隊員はウクライナ国民に対する忠誠の軍事宣誓を行った。
第138高射ミサイル連隊は、直属の上級部隊である第49防空軍団共々ウクライナ防空軍の指揮下に編入されたが、2004年に防空軍が空軍に統合されたことに伴い空軍に編入された。
2013年に連隊は旅団に拡張された。
2014年1月、2013年12月31日まで別々に存在していた、ニーコポリに駐留していた高射ミサイル連隊（第301高射ミサイル連隊）と、 ハリコフの第302高射ミサイル連隊が旅団に配属された。
2021年8月23日、ウォロディミル・ゼレンスキー大統領より、ウクライナ独立30周年を記念して、名誉称号「ドニプロフスカ」を授与された。
2022年2月24日に始まったロシアによるウクライナ侵攻では、ロシア連邦軍の軍用機やミサイルに対する防空戦を展開。同年8月24日、ゼレンスキー大統領より「勇気と勇敢さに対する栄誉賞」を授与された。
2023年5月22日、ウクライナ軍参謀本部の報告によると、旅団は巡航ミサイルKh-101の破壊に成功し、これは同部隊の100番目の標的となったことが判明した。
2024年2月23日に起きた、ロシアのA-50早期警戒管制機撃墜について、ロシアの捜査当局は、非武装で軍事行動中ではなかった航空機をロシア領内で撃墜して10人を死亡させたのはテロ罪に該当するとして、第138高射ミサイル旅団司令官のジャマン大佐を指名手配したと同年6月17日に発表した。

## 司令官
- アンドリー・オレクサンドロヴィッチ大佐[6]（2013年〜）
- ヴィタリー・ヴィクトロヴィッチ（ウクライナ語版）大佐[7]（2019年〜？）
- ミコラ・ジァマン（ウクライナ語版）大佐[5]（？〜）